# Саид Юнис Бино
Саид Юнис Бино (1928, Амман — 1 ноября 2005) — иорданский чеченец, инженер-строитель, государственный, общественный и политический деятель Иордании.

## Биография
В 1946 году окончил среднюю школу в городе Эс-Салт. Учился в Ираке, США и Великобритании, где стал магистром в области строительной инженерии.
В 1950 году начал работать на различных стройках Иордании. В 1955 году стал начальником отдела строительства мостов и дорог в Министерстве строительства. В 1960 году стал помощником заместителя министра дорожного строительства Иордании и директором департамента дорожного строительства. В 1964 году стал заместителем министра, а в 1976 году — министром строительства Иордании. В 1981—1982 годах был генеральным директором учреждения по питьевой воде.
Был учредителем и председателем «Общества дружбы с Чечено-Ингушской Республикой». Опубликовал несколько книг о русско-чеченских отношениях. Также был автором нескольких научных работ по вопросам строительства. Владел арабским, английским, чеченским и черкесским языками. Имел целый ряд высоких иорданских и зарубежных наград.
Скончался 1 ноября 2005 года.